# Otis Clark
Otis Clark, född 13 februari 1903, död 21 maj 2012, blev den äldsta överlevanden från raskravallerna i Tulsa 1921. Han arbetade som betjänt hos filmstjärnor som Clark Gable, Charlie Chaplin och Joan Crawford. Otis Clarks fru arbetade som kokerska hos Joan Crawford.
Clark blev senare evangelist, och reste runt i USA och predikade för Church of God In Christ. Han vigdes till präst 1946, och var vid 109 års ålder världens äldsta aktiva evangelist.
En dokumentär vid namn Before They Die, om Otis Clark och kravallerna gjordes senare.

### Fotnoter
1. ↑  ”Oldest Known Tulsa Race Riot Survivor Dies”. www.newson6.com. http://www.newson6.com/story/18582965/oldest-known-tulsa-race-riot-survivor-dies. Läst 22 maj 2012.
2. ↑  ”Voices Of Oklahoma - Otis Clark”. www.voicesofoklahoma.com. Arkiverad från originalet den 3 april 2012. https://web.archive.org/web/20120403175852/http://www.voicesofoklahoma.com/otis_clark.html. Läst 22 maj 2012.
3. ↑  ”SURVIVORS OF 1921 TULSA RACE RIOTS SALVAGE HISTORY AT NEW YORK PREMIERE OF ‘BEFORE THEY DIE’”. www.elcinfo.com. Arkiverad från originalet den 11 maj 2012. https://web.archive.org/web/20120511203605/http://www.elcinfo.com/beforetheydie.php. Läst 22 maj 2012.